# Probot (album)
Probot var et heavy metal projekt af Dave Grohl (Ex-trommeslager i Nirvana og forsanger i Foo Fighters). Han fik en masse store forskellige heavy metal kunstnere til at lave en sang til albummet. Pladen blev udgivet 23. november, 2003.

## Album
1. Centuries of Sin (feat. Cronos fra Venom) 4:09
2. Red War (feat. Max Cavalera fra Soulfly, Cavalera Conspiracy  og Sepultura) 3:30
3. Shake Your Blood (feat. Lemmy fra Motörhead) 2:59
4. Access Babylon (feat. Mike Dean fra Corrosion of Conformity) 1:24
5. Silent Spring (feat. Kurt Brecht fra Dirty Rotten Imbeciles) 3:28
6. Ice Cold Man (feat. Lee Dorrian fra Cathedral og Napalm Death og Kim Thayil fra Soundgarden) 5:53
7. The Emerald Law (feat. Wino fra Saint Vitus and The Obsessed) 5:33
8. Big Sky (feat. Tom G. Warrior fra Celtic Frost og Hellhammer) 4:51
9. Dictatorsaurus (feat. Snake fra Voivod) 3:52
10. My Tortured Soul (feat. Eric Wagner fra Trouble) 5:00
11. Sweet Dreams (feat. King Diamond fra King Diamond og Mercyful Fate og Kim Thayil fra Soundgarden) 5:23
12. I Am the Warlock (feat. Jack Black fra Tenacious D [bonustrack]) 3:04